# السفيل (وادي العين)

تعديل مصدري - تعديل

السفيل هي إحدى قرى عزلة وادي العين بمديرية حورة التابعة لمحافظة حضرموت، بلغ تعداد سكانها 703 نسمة حسب تعداد اليمن لعام 2004.